# Giải Médicis
Giải Médicis (tiếng Pháp: Prix Médicis) là một giải thưởng văn học của Pháp nhằm vinh danh một tác phẩm văn học như tiểu thuyết, truyện ngắn, tập truyện vv... đầu tay của một tác giả hoặc chưa được nổi tiếng so với tài năng của tác giả.
Giải này được Gala Barbisan và Jean-Pierre Giraudoux thiết lập ngày 1.4.1958, trước đây được trao cùng lúc với Giải Femina tại hôtel de Crillon, nhưng ngày nay được trao 2 ngày sau Giải Femina tại Tiệm ăn La Méditerranée.
Ngoài giải này, Ban giám khảo cũng lập ra Giải Médicis cho tiểu thuyết nước ngoài từ năm 1970 và Giải Médicis cho tiểu luận từ năm 1985.

## Ban giám khảo
- Marcel Schneider (chủ tịch), từ trần năm 2009
- Francine Mallet
- Jacqueline Piatier
- Christine de Rivoyre
- Anne Wiazemsky
- Dominique Fernandez
- Patrick Grainville
- Denis Roche.

## Những người đoạt giải
| Năm  |         | Tác giả                        | Tác phẩm                            | Nhà xuất bản      | Ghi chú                                                                                      |
| ---- | ------- | ------------------------------ | ----------------------------------- | ----------------- | -------------------------------------------------------------------------------------------- |
| 1958 |         | Claude Ollier                  | La Mise en scène                    | Minuit            |                                                                                              |
| 1959 |         | Claude Mauriac                 | Le Dîner en ville                   | Albin Michel      |                                                                                              |
| 1960 |         | Henri Thomas                   | John Perkins: suivi d'un scrupule   | Gallimard         |                                                                                              |
| 1961 | nothumb | Philippe Sollers               | Le Parc                             | Seuil             |                                                                                              |
| 1962 |         | Colette Audry                  | Derrière la baignoire               | Gallimard         |                                                                                              |
| 1963 |         | Gérard Jarlot                  | Un chat qui aboie                   | Gallimard         |                                                                                              |
| 1964 |         | Monique Wittig                 | L'Opoponax                          | Minuit            |                                                                                              |
| 1965 | nothumb | René-Victor Pilhes             | La Rhubarbe                         | Seuil             |                                                                                              |
| 1966 | nothumb | Marie-Claire Blais             | Une saison dans la vie d'Emmanuel   | Grasset           | Người Québec (và là người nước ngoài) đầu tiên                                               |
| 1967 |         | Claude Simon                   | Histoire                            | Minuit            |                                                                                              |
| 1968 | nothumb | Elie Wiesel                    | Le Mendiant de Jérusalem            | Seuil             | Người Mỹ viết tiếng Pháp                                                                     |
| 1969 | nothumb | Hélène Cixous                  | Dedans                              | Grasset           |                                                                                              |
| 1970 | nothumb | Camille Bourniquel             | Sélinonte ou la Chambre impériale   | Seuil             |                                                                                              |
| 1971 |         | Pascal Lainé                   | L'Irrévolution                      | Gallimard         |                                                                                              |
| 1972 |         | Maurice Clavel                 | Le Tiers des étoiles                | Grasset           |                                                                                              |
| 1973 |         | Tony Duvert                    | Paysage de fantaisie                | Minuit            |                                                                                              |
| 1974 | nothumb | Dominique Fernandez            | Porporino ou les Mystères de Naples | Grasset           |                                                                                              |
| 1975 |         | Jacques Almira                 | Le Voyage à Naucratis               | Gallimard         |                                                                                              |
| 1976 |         | Marc Cholodenko                | Les États du désert                 | Flammarion        |                                                                                              |
| 1977 |         | Michel Butel                   | L'Autre Amour                       | Mercure de France |                                                                                              |
| 1978 |         | Georges Perec                  | La Vie mode d'emploi                | Hachette          |                                                                                              |
| 1979 | nothumb | Claude Durand                  | La Nuit zoologique                  | Grasset           |                                                                                              |
| 1980 |         | Jean-Luc Benoziglio            | Cabinet-portrait                    | Seuil             | thay cho tác giả Jean Lahougue từ chối Giải Médicis dành cho tiểu thuyết Comptine des Height |
| 1981 |         | François-Olivier Rousseau      | L'Enfant d'Édouard                  | Mercure de France |                                                                                              |
| 1982 |         | Jean-François Josselin         | L'Enfer et Cie                      | Grasset           |                                                                                              |
| 1983 |         | Jean Echenoz                   | Cherokee                            | Minuit            |                                                                                              |
| 1984 | nothumb | Bernard-Henri Lévy             | Le Diable en tête                   | Grasset           |                                                                                              |
| 1985 |         | Michel Braudeau                | Naissance d'une passion             | Seuil             |                                                                                              |
| 1986 |         | Pierre Combescot               | Les Funérailles de la Sardine       | Grasset           |                                                                                              |
| 1987 |         | Pierre Mertens                 | Les Éblouissements                  | Seuil             | người Bỉ đầu tiên                                                                            |
| 1988 | nothumb | Christiane Rochefort           | La Porte du fond                    | Grasset           |                                                                                              |
| 1989 |         | Serge Doubrovsky               | Le Livre brisé                      | Grasset           |                                                                                              |
| 1990 |         | Jean-Noël Pancrazi             | Les Quartiers d'hiver               | Gallimard         |                                                                                              |
| 1991 | nothumb | Yves Simon                     | La Dérive des sentiments            | Grasset           |                                                                                              |
| 1992 |         | Michel Rio                     | Tlacuilo                            | Seuil             |                                                                                              |
| 1993 | nothumb | Emmanuèle Bernheim             | Sa femme                            | Gallimard         |                                                                                              |
| 1994 |         | Yves Berger                    | Immobile dans le courant du fleuve  | Grasset           |                                                                                              |
| 1995 |         | (đồng hạng) Vassilis Alexakis  | La Langue maternelle                | Fayard            |                                                                                              |
| 1995 | nothumb | (đồng hạng) Andreï Makine      | Le Testament français               | Mercure de France | cũng đoạt Giải Goncourt                                                                      |
| 1996 |         | (đồng hạng) Jacqueline Harpman | Orlanda                             | Grasset           | người Bỉ                                                                                     |
| 1996 | nothumb | (đồng hạng) Jean Rolin         | L'Organisation                      | Gallimard         |                                                                                              |
| 1997 |         | Philippe Le Guillou            | Les Sept Noms du peintre            | Gallimard         |                                                                                              |
| 1998 |         | Homéric                        | Le Loup mongol                      | Grasset           |                                                                                              |
| 1999 |         | Christian Oster                | Mon grand appartement               | Minuit            |                                                                                              |
| 2000 |         | Yann Apperry                   | Diabolus in musica                  | Grasset           |                                                                                              |
| 2001 |         | Benoît Duteurtre               | Le Voyage en France                 | Gallimard         |                                                                                              |
| 2002 |         | Anne F. Garréta                | Pas un jour                         | Grasset           |                                                                                              |
| 2003 | nothumb | Hubert Mingarelli              | Quatre soldats                      | Seuil             |                                                                                              |
| 2004 | nothumb | Marie Nimier                   | La Reine du silence                 | Gallimard         |                                                                                              |
| 2005 |         | Jean-Philippe Toussaint        | Fuir                                | Minuit            | người Bỉ                                                                                     |
| 2006 | nothumb | Sorj Chalandon                 | Une promesse                        | Grasset           |                                                                                              |
| 2007 | nothumb | Jean Hatzfeld                  | La Stratégie des antilopes          | Seuil             |                                                                                              |
| 2008 |         | Jean-Marie Blas de Roblès      | Là où les tigres sont chez eux      | Gallimard         | cũng đoạt Giải thưởng lớn Jean-Giono và Giải tiểu thuyết Fnac                                |
| 2009 | nothumb | Dany Laferrière                | L'Énigme du retour                  | Grasset           | người Haïti đầu tiên                                                                         |
| 2010 | nothumb | Maylis de Kerangal             | Naissance d'un pont                 | Verticales        |                                                                                              |
| 2011 | nothumb | Mathieu Lindon                 | Ce qu'aimer veut dire               | P.O.L             |                                                                                              |
| 2012 |         | Emmanuelle Pireyre             | Féerie générale                     | L'Olivier         |                                                                                              |
| 2013 | nothumb | Marie Darrieussecq             | Il faut beaucoup aimer les hommes   | P.O.L             |                                                                                              |
| 2014 |         | Antoine Volodine               | Terminus radieux                    | Seuil             |                                                                                              |